# Barbara Emeryk-Szajewska
Barbara Teresa Emeryk-Szajewska (zm. 29 listopada 2021) – polska neurolog, prof. dr. hab. n. med.

## Życiorys
Obroniła pracę doktorską, następnie uzyskała stopień doktora habilitowanego. Otrzymała tytuł profesora w zakresie nauk medycznych. Pracowała w Katedrze i Klinice Neurologii na I Wydziale Lekarskim z Oddziałem Stomatologicznym Akademii Medycznej w Warszawie, oraz była członkiem Komitetu Nauk Neurologicznych na VI Wydziale - Nauk Medycznych Polskiej Akademii Nauk.
Została zatrudniona na stanowisku wiceprezesa Polskiego Towarzystwa Neurofizjologii Klinicznej.
Zmarła 29 listopada 2021.